# Union athlétique valettoise
 (avril 2017).
Si vous disposez d'ouvrages ou d'articles de référence ou si vous connaissez des sites web de qualité traitant du thème abordé ici, merci de compléter l'article en donnant les références utiles à sa vérifiabilité et en les liant à la section « Notes et références ».
L'Union athlétique valettoise est un club français de football situé à La Valette-du-Var.
Le club évolue depuis 2011 en championnat régional.

## Histoire
- En 1948, l’Union athlétique valettoise (UAV) naît (fusion de la Jeunesse Valettoise et du Club Sportif D’aguillon).
- En 1992, le club accède pour la première fois au niveau régional.
- En 1994, l’UAV remporte sa première Coupe du Var Sénior, celle-ci sera ensuite remportée plusieurs fois par les équipes de jeunes du club.
- En 2006, avec plus de 7 joueurs formés dans son école, le club accède au championnat de CFA2 et s’y maintiendra durant 5 années consécutives.
- En 2013 ses 3 équipes de jeunes vont en finale de la Coupe du Var.
- En 2017 son équipe U17 accède au championnat National.
- En 2019 son équipe U17 accède à nouveau au championnat National.
- Le club créé sa section féminine.
- En 2023 son équipe fanion termine champion de D1 et remonte en R2 un an après y être descendu.

## Identité du club

Ancien logo.
Logo depuis 2020.